# Криворожский горно-обогатительный комбинат окисленных руд
Криворожский горно-обогатительный комбинат окисленных руд (КГОКОР) (нем. Bergbau- und Aufbereitungskombinat Kriwoi Rog, укр. Криворізький гірничо-збагачувальний комбінат окислених руд) — недостроенный горно-обогатительный комбинат по переработке слабомагнитных окисленных руд на базе Криворожского железорудного бассейна. Совместный проект СССР и ряда стран СЭВ: ГДР, НРБ, СРР и ЧССР.

## История
Приказом Министерства чёрной металлургии СССР № 642 от 19 июня 1984 года согласно решению Совета Министров СССР № ПП-7939 от 24 апреля 1984 года была организована дирекция Криворожского горно-обогатительного комбината окисленных руд. Приказом Министерства чёрной металлургии Украинской ССР № 202/2-К от 29 июня 1984 года назначен первый директор КГОКОРа — В. М. Елезов.
В 1985 году возле села Маловодяное в Долинском районе Кировоградской области начаты подготовительные земляные работы под строительство комбината.
В 1986 году подписано двустороннее соглашение между СССР и ЧССР о строительстве КГОКОРа. В 1987 году подписано двустороннее соглашение между СССР и ГДР о строительстве КГОКОРа. 21 июня 1988 года подписано двустороннее соглашение между СССР и Болгарией о строительстве КГОКОРа.
Первыми запущенными объектами на КГОКОРе стали эстакада сыпучих материалов, построенная трестом «Криворожаглострой», линия электропередач ВЛ-150 кВ «Кварцит» Моисеевка—КГОКОР и подстанция 35/10 кВ «Стройбаза», «Маяк», «Жилпосёлок». В 1989 году строительной бригадой из немецкого города Эрфурт был сдан в эксплуатацию первый дом в новом 6-м микрорайоне для будущих работников КГОКОРа.

### После 1991 года
10 января 1992 года Фонд Государственного имущества Украины ввёл КГОКОР в состав предприятий Госметаллургпрома Украины.
После 1991 года предпринимался ряд попыток достроить комбинат. В 1993 году вышло постановление Кабинета Министров Украины № 650 «О мерах по завершению строительства Криворожского горно-обогатительного комбината окисленных руд». В 1994 году вышло постановление Кабинета Министров Украины № 270 «О мерах по финансированию строительства Криворожского горно-обогатительного комбината окисленных руд».
16 февраля 1994 года подписано соглашение между Украиной, как правопреемницей УССР и Словакией, как правопреемницей ЧССР, а 5 мая 1994 года — между Украиной и Румынией, как правопреемницей СРР.
В 1995 году вышло постановление Кабинета Министров Украины № 464 «О мерах по финансированию строительства КГОКОРа и сырьевой базы металлургической, химической и деревообрабатывающей промышленности».
В 1996 году подписан Указ Президента Украины № 425/96 «О мерах по завершению строительства КГОКОРа и реконструкции, связанных с ним объектов». Во исполнение данного указа Кабинет Министров Украины принял постановление № 955 «Об утверждении положения о Государственном целевой фонд развития промышленности и порядок формирования учета и использования его средств для финансирования КГОКОРа».
В 1999 году вышло постановление Кабинета Министров Украины № 1903 «О мерах по завершению строительства КГОКОРа».
В 2001 году подписано распоряжение Президента Украины № 301 «Об организации завершения строительства КГОКОРа».
3 октября 2005 года подписано поручение Президента Украины № 1-1/1209 «О мерах по реализации государственной доли имущества КГОКОРа, и обеспечение проведения соответствующего конкурса».
Ввод в эксплуатацию КГОКОРа был предусмотрен планами развития горно-металлургического комплекса Украины в 2010 году.
4 августа 2021 года комбинат передан в сферу управления Минстратегпрома. В декабре 2021 года компания «Рудомайн» выиграла аукцион и приобрела комбинат, после чего планировала инвестировать в запуск ГОКа более 100 млн долларов США и направить 450 млн грн на погашение долгов предприятия. «Рудомайн» намерен запустить первую очередь достройки ГОКа до 2023 года и за два года вывести его на полную мощность для переработки 12,5 млн тонн железной руды и выпуска до 3 млн тонн готовой продукции в год.

## Характеристика
Согласно проекту производительность по руде первой очереди должна была составлять 26,4 млн тонн в год (10,8 млн тонн концентрата, 9,9 млн тонн окатышей с содержанием железа 58,7 %).
Технология переработки окисленных руд базировалась на новейших на то время достижениях науки, предполагалось впервые в отечественной практике применение бессточной системы водооборота, эффективной магнитно-флотационной технологии обогащения руд и роторных электромагнитных сепараторов 6ЕРМ-35/315 с сильным магнитным полем, которые способны давать с запланированного сырья концентрат с содержанием железа до 66,27 % и диоксида кремния менее 3,39 %.
Расчётная прибыль от реализации проекта комбината должна была составлять 14 млн долларов США в год.
В случае окончания строительства и запуска комбината ожидается улучшение экологической ситуации в регионе Кривбасса и создание около 2700 новых рабочих мест. Комбинат позволит вовлечь в промышленную переработку слабомагнитные окисленные руды, являющиеся отходами действующих горно-обогатительных комбинатов, которые ранее складировались в отвалы вместе с другими пустыми породами, что приводило к потере около 500 млн тонн сырья до 1980 года.
Комбинат является международным промышленным недостроенным объектом, в его проекте участвуют кроме Украины (56,4 %), Румыния (28 %) и Словакия (15,6 %).

## Директора
- Елезов Василий Михайлович (29 июня 1984 — 27 февраля 1990);
- Величко Виктор Пантелеевич (27 февраля 1990—1999);
- Ярёменко Василий Иванович (1999—2006);
- Зинченко Валерий Петрович.